# 峨山文庙
峨山文庙，即嶍峨县文庙，位于云南省玉溪市峨山县双江街道双江社区双江小学内，始建于明洪武十五年（1382年），崇祯元年（1628年）迁至今址。现存大成殿:241。大成殿坐北向南，五开间，重檐歇山顶建筑:105-107。2018年11月22日公布为第三批玉溪市文物保护单位。